# ED Moratalaz
Az ED Moratalaz, teljes nevén Escuela Deportiva Moratalaz spanyol labdarúgóklubot 2006-ban alapították két egyesület, a Club Deportivo Moratalaz, valamint az Esuela Deportiva Unión de Moratalaz összevonásával. 2009-10-ben a madridi első osztályban (Preferente, ötödosztály) szerepelt.

## Az eddigi szezonok
| Szezon  | Osztály        | Poz. | Copa del Rey |
| ------- | -------------- | ---- | ------------ |
| 2006/07 | 1ª Aficionados | 4.   |              |
| 2007/08 | 1ª Aficionados | 2.   |              |
| 2008/09 | Preferente     | 12.  |              |
| 2009/10 | Preferente     |      |              |

## Külső hivatkozások
- Hivatalos weboldal
- Futmadrid.com